# Leiro (Pontevedra)
Leiro (oficialmente San Xoán de Leiro) es una parroquia española del municipio de Ribadumia, perteneciente a la provincia de Pontevedra, en la comunidad autónoma de Galicia.

## Toponimia
El lugar puede aparecer referido como «Leiro», «San Juan de Leiro» y «San Xoán de Leiro».

## Historia
Hacia mediados del siglo XIX, el lugar, ya por entonces perteneciente a Ribadumia, tenía contabilizada una población de 308 habitantes. Aparece descrito en el décimo volumen del Diccionario geográfico-estadístico-histórico de España y sus posesiones de Ultramar de Pascual Madoz con las siguientes palabras:

LEIRO (San Juan): felig. en la prov. de Pontevedra (2 1/2), part. jud. de Cambados (1), dióc. de Santiago (8), ayunt. de Ribadumia (1/4). sit. á la izq. del r. Umia en terreno llano, con buena ventilacion y clima saludable. Tiene 87 casas repartidas en los l. de Abelenda, Barreiro, Costa, Froxan, Leiro-Mean de Abajo, Leiro Mean de Arriba, Noval, Ponte-Arnelas, Picamillo, Sucasa, Vente y Regueira. La igl. parr. (San Juan) se halla servida por 1 cura de provision en concurso. Confina el térm. N. Oubiña; E. Lois; S. Besomaño, y O. Vilariño. Cruza por la parte del N. el mencionado r. Umia, sobre el cual se encuentra el famoso puente Arnelas, que es muy sólido y de antiquísima construccion. El terreno es bastante llano y fértil. Los caminos locales y en mediano estado, atravesando por dicho puente uno que conduce á los pueblos de la costa y á diferentes puntos de esta prov. y de la Coruña. prod. trigo, maiz, patatas, legumbres, hortaliza y frutas; hay ganado vacuno, de cerda, lanar y cabrío, y pesca de varias especies. pobl.: 87 vec., 308 alm. contr.: con su ayunt. (V.).
(Madoz, 1847, p. 126)

En 2022, tenía empadronados 536 habitantes.